# ۴۱ (فیلم)
۴۱ یک فیلم مستند مستقل است که در سال ۲۰۰۷ منتشر شد.